# Herpes gestationis
Il pemfigoide gravidico o herpes gestationis è una malattia autoimmune della cute che coinvolge le donne durante gravidanza o nel periodo del puerperio. Fa parte della gruppo dei pemfigoidi.

## Epidemiologia
La prevalenza della malattia è stimata in un caso ogni 3 000-50 000 gravidanze, con un'incidenza annuale di 0,44 casi per milione di abitanti. La malattia, per definizione, colpisce esclusivamente il sesso femminile.

## Eziopatogenesi
La malattia ha una genesi autoimmune e si manifesta in individui geneticamente predisposti, specialmente quelli caratterizzati dalla presenza di un genotipo HLA-DR3 e DR4. Gli autoanticorpi sono classicamente IgG dirette soprattutto verso un antigene del trofoblasto, BP180 o BPAG1, una glicoproteina presente nella placenta ed espressa dopo il I trimestre di gravidanza, e verso BPAG2.
Il pemfigoide gravidico può associarsi, seppur raramente, a mole idatiforme e a coriocarcinoma, altre che ad altre malattie quali rettocolite ulcerosa, alopecia areata, cirrosi biliare primitiva e ipertiroidismo.

## Anatomia patologica
La biopsia della cute rivela la presenza di edema sottocutaneo e di un infiltrato infiammatorio caratterizzato da eosinofili e linfociti ed è del tutto simile al reperto in corso di pemfigoide bolloso, pertanto non rappresenta una procedura diagnostica specifica.

## Clinica

### Segni e sintomi
Il pemfigoide gravidico si manifesta dopo il I trimestre di gravidanza, tipicamente tra il 4º e il 7º mese di gestazione, ma può presentarsi anche dopo il parto e alla ripresa del ciclo mestruale. Clinicamente si presenta con prurito associato a papule orticarioidi eritematose e vescicole spesso confluenti, localizzate principalmente all'addome, in particolare attorno all'ombelico, ma presenti anche sul torace, sulla schiena, sugli arti e sul volto.

### Esami di laboratorio e strumentali
Il test diagnostico di riferimento per la diagnosi di pemfigoide gravidico è l'immunofluorescenza, diretta e indiretta. La prima dimostra la presenza di depositi lineari di C3 a livello della membrana basale dell'epidermide, formatisi in seguito ad attivazione del complemento in risposta agli autoanticorpi. La seconda dimostra la presenza degli autoanticorpi, appartenenti alla classe IgG1.
Altri esami, come il Western blot e l'ELISA, possono essere effettuati, tuttavia non riscontrano una reale rilevanza clinica. In particolare il saggio ELISA è in grado di rilevare gli autoanticorpi con una sensibilità del 70%.

### Diagnosi differenziale
La malattia deve essere distinta dal pemfigoide bolloso, dalla forma bolloide del lupus eritematoso sistemico e dall'epidermolisi bollosa acquisita.

## Trattamento
La terapia è generalmente immunosoppressiva e si basa su corticosteroidi, soprattutto prednisone, assunti per via sistemica. Nelle forme lievi possono essere utilizzati i corticosteroidi topici e la piridossina, eventualmente associata a ritodrina, mentre nelle forme gravi la ciclofosfamidee l'azatioprina, che tuttavia possono avere effetti teratogeni.
L'anticorpo monoclonale Rituximab è stato suggerito, vista la sua efficacia, per sostituire i corticosteroidi sistemici.

### Prognosi
Le manifestazioni cutanee tendono a regredire 1-2 mesi dopo il parto, tuttavia sono spesso soggette a recidiva, sia nel corso di ulteriori gravidanze, sia in donne non gravide ma trattate con estroprogestinici. Le recidive in gravidanza sono generalmente più gravi e più precoci. Raramente sono stati descritti casi di durata superiore ai sei mesi dopo il parto.
Il feto non viene se non raramente coinvolto dalla malattia, e in tal caso solo transitoriamente in conseguenza del passaggio degli anticorpi attraverso la placenta. Possono essere presenti prematurità e basso peso, tuttavia non sono descritti rischi di aborto o di mortalità peripartum.